# SATENA
SATENA of Servicios de Aeronavegación a Territorios Nacionales is een Colombiaanse binnenlandse luchtvaartmaatschappij met haar thuisbasis in Bogota. 

## Geschiedenis
SATENA is bij wet opgericht in 1962 met als doel de ontwikkeling van afgelegen gebieden in Colombia te bevorderen. De Colombiaanse luchtmacht werd belast met de uitbating en aanvankelijk werden ook militaire transportvliegtuigen gebruikt op de routes. In 1971 werd SATENA een staatsmaatschappij. De meeste vliegtuigen van SATENA hebben nog steeds zowel een civiele als een militaire registratie.

## Bestemmingen
SATENA voert lijnvluchten uit naar:(zomer 2007)
- Arauca, Bahia Solana, Barranquilla, Bogota, Bucaramanga, Buenaventura, Cali, Corozal, Cúcuta, El Yopal, Florencia, Guapi, La Chorrera, La Pedera, Leticia, Medellín, Neiva, Nuqui, Pasto, Pereira, Papayan, Providencia, Puerto Asis, Puerto Carreño, Puerto Inirida, Puerto Leguizamo, Quibdo, San Andrés, San José del Guaviare, Saravena, Tame, Tarapacá, Tumaco, Valledupar, Villavicencio.

## Vloot
De vloot van SATENA bestaat uit:(juli 2016)
- 1 Embraer ERJ-170
- 2 Embraer ERJ-145
- 9 ATR-42
- 1 ATR-72